# Saltanecydalopsis irwini
Saltanecydalopsis irwini là một loài bọ cánh cứng trong họ Cerambycidae.